# 太陽鉱油
太陽鉱油株式会社（たいようこうゆ）は、石油販売（ガソリンスタンド）および自動車関連部品販売などを行っている日本の企業である。
なお、石油元売会社である太陽石油とは資本関係などがない別会社である。

## 沿革
- 1971年（昭和46年） 2月 - 太陽鉱油株式会社を設立。東京都に第一号店をオープン。
- 1981年（昭和56年） 5月 - サービスステーションオンラインPOSの導入開始。
- 1985年（昭和60年）12月 - 本社を江東区東陽4-10-7に移転。
- 1987年（昭和62年） 9月 - 紅陽フリート株式会社を設立。
- 1988年（昭和63年） 5月 - 東北フリート株式会社を設立。
- 1999年（平成11年） 4月 - 東北フリート株式会社を東北太陽鉱油株式会社に社名変更。
- 2002年（平成14年）10月 - 太陽鉱油株式会社と東北太陽鉱油株式会社が合併。
- 2003年（平成15年）10月 - 本社を中央区日本橋蛎殻町1丁目29番4号に移転。